# Ines Kummer
Ines Kummer (* 30. Dezember 1962 in Freital) ist eine deutsche Politikerin (Bündnis 90/Die Grünen). Sie war von 2020 bis 2024 Abgeordnete des Sächsischen Landtags.

## Leben
Ines Kummer absolvierte nach dem Oberschulabschluss 1979 zunächst bis 1982 eine Ausbildung zum Facharbeiter für Betriebsmess-, Steuerungs- und Regelungstechnik in der Textilindustrie, anschließend qualifizierte sie sich 1986 zur Technikerin in diesem Bereich. Sie studierte dann ein Jahr lang Gesellschaftswissenschaften an der Bezirksparteischule Dresden und war danach für die SED-Kreisleitung in Freital tätig. Zur Wendezeit wechselte sie in die Wirtschaft und war ab 2001 Mitarbeiterin verschiedener Abgeordneter im Bundestag oder einem Landtag.

## Politik und Partei
Ines Kummer gehörte von 1980 bis 1989 der SED an, 1998 trat sie in die Partei Bündnis 90/Die Grünen ein. Sie hatte von 2004 bis 2006 und hat erneut seit 2014 ein Mandat im Stadtrat von Freital inne.
Kummer kandidierte bei den Landtagswahl in Sachsen 2009 und 2014 im Wahlkreis Sächsische Schweiz-Osterzgebirge 4, verfehlte jedoch jeweils den Einzug in den Landtag. Bei der Bundestagswahl 2017 kandidierte sie erfolglos im Bundestagswahlkreis Sächsische Schweiz – Osterzgebirge. Bei der Landtagswahl 2019 kandidierte sie im Wahlkreis Sächsische Schweiz-Osterzgebirge 1 und verfehlte zunächst erneut den Einzug in den Landtag. Im Januar 2020 rückte sie jedoch für Katja Meier in den Sächsischen Landtag nach. Bei der Landtagswahl 2024 kandidierte sie erneut im Wahlkreis Sächsische Schweiz-Osterzgebirge 1, verfehlte jedoch den Wiedereinzug in den Landtag.